# Luca Badoer
Pour les articles homonymes, voir Badoer.
Luca Badoer, né le 25 janvier 1971 à Montebelluna dans la province de Trévise, en Vénétie, est un pilote automobile italien. Il a occupé le poste de pilote essayeur de la Scuderia Ferrari en Formule 1, de 1998 à 2010.

## Biographie

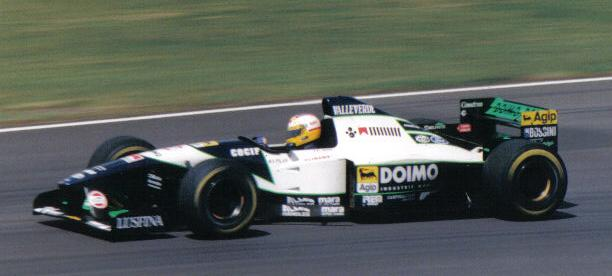
Luca Badoer sur Minardi M194 au GP de Grande-Bretagne 1995

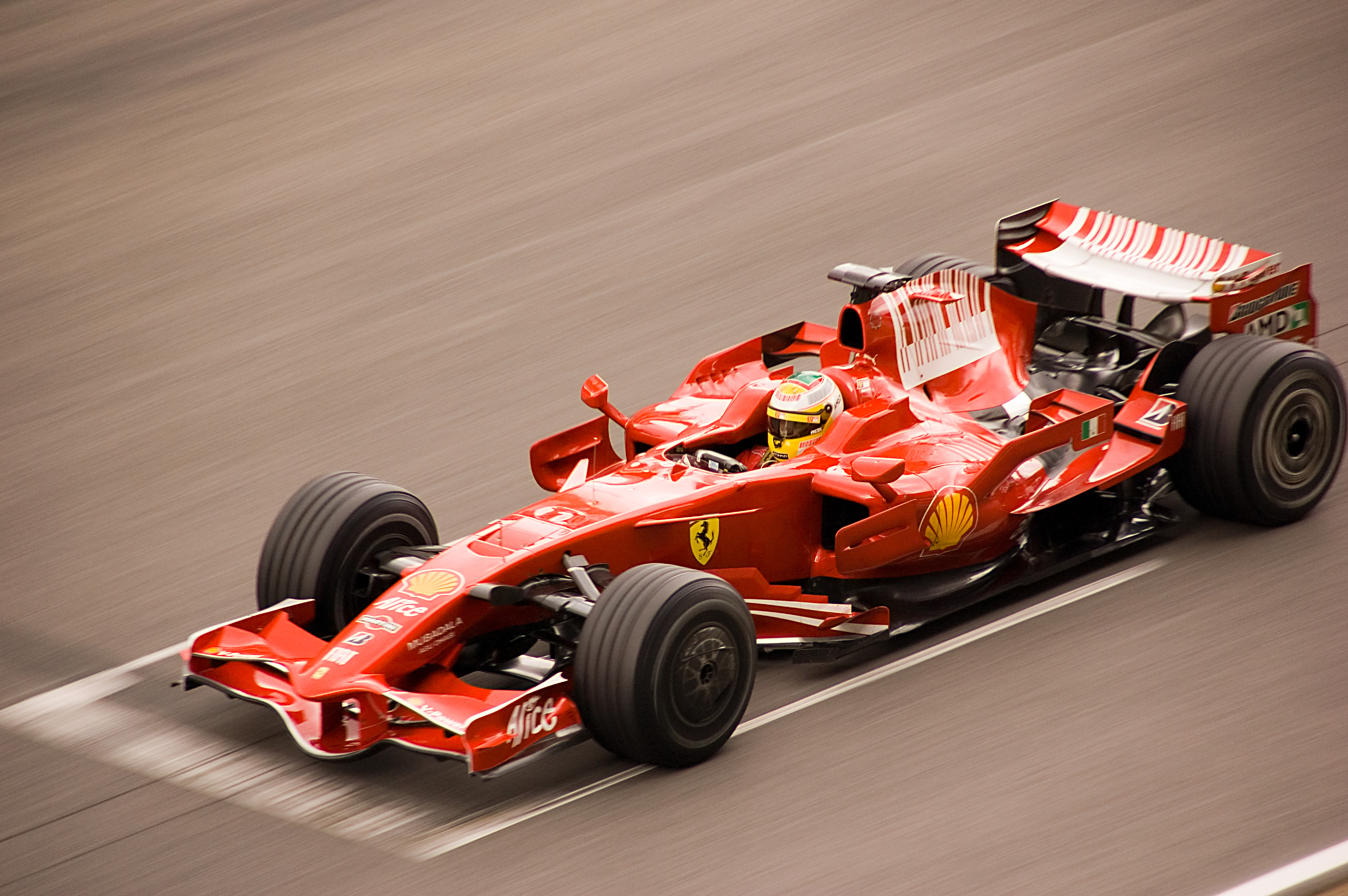
Luca Badoer sur la Ferrari F2008 lors d'essais privés en juin 2008 à Barcelone.

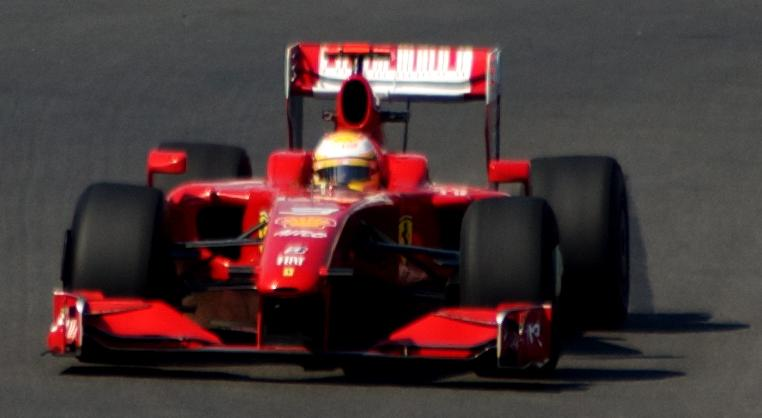
Luca Badoer fait son retour en Formule 1 après 10 ans d'absence

Révélé par son titre de champion de Formule 3000 en 1992, Luca Badoer accède l'année suivante à la Formule 1 au sein de l'écurie Scuderia Italia qui engage alors des Lola à moteur Ferrari. Sa voiture s'avère de loin la plus lente du plateau mais Badoer montre un niveau de compétition très satisfaisant en faisant mieux que jeu égal avec son expérimenté équipier Michele Alboreto. Pourtant en fin d'année, lorsque la Scuderia Italia fusionne avec la Scuderia Minardi, c'est Alboreto qui est choisi. Sans volant, Badoer manque une occasion de relancer sa carrière en fracassant durant l'hiver une monoplace de l'équipe Benetton qui envisageait de le titulariser auprès de Michael Schumacher. Pour 1994, Badoer doit finalement se contenter d'un rôle de pilote de réserve chez Minardi.
Il faut attendre 1995 pour voir Badoer de retour sur les grilles de Formule 1, d'abord chez Minardi, puis chez Forti en 1996, toujours en fond de grille. Après une saison blanche en 1997 (marquée par quelques apparitions en FIA GT), il est recruté en 1998 par la Scuderia Ferrari en tant que pilote essayeur. Parallèlement à ses nouvelles fonctions, il retrouve la course en 1999 pour un nouveau passage chez Minardi. Cette année-là, il passe proche de marquer des points lors du GP d'Europe, lorsqu'il occupe la 4e place avant d'être contraint à l'abandon sur casse mécanique. La déception du pilote italien est telle qu'il fond en larme, au point de se faire consoler par le personnel du circuit. Sa saison 1999 est également marquée par le camouflet infligé par la Scuderia Ferrari, qui au lieu de lui faire confiance pour remplacer Michael Schumacher, indisponible à la suite d'une fracture à la jambe, préfère faire appel au Finlandais Mika Salo.

### Onze années dans l'ombre chez Ferrari
Malgré cet accroc, Luca Badoer reste pilote essayeur de la Scuderia Ferrari. Il occupe ce poste continuellement de 1998 à 2010, ne participant qu'à deux Grand Prix sur cette période.

### Difficile retour en 2009
En 2009, après de nombreuses années dans l'ombre des pilotes titulaires de la Scuderia, Badoer semble tenir sa chance à la suite de la blessure lors du Grand Prix de Hongrie de Felipe Massa. Celui-ci devait être remplacé par Michael Schumacher, qui annonce qu'il ne peut revenir à la compétition en raison de douleurs à la nuque. Ferrari confie alors la tâche à Badoer, qui renoue à 38 ans avec les Grands Prix.
Badoer débarque à Valence pour le GP d'Europe. Le week-end de l'italien se révèle très difficile : vingtième et dernier des qualifications, le vétéran éprouve les plus grandes difficultés en course et termine 17e après plusieurs têtes-à-queue. À Spa, pour le Grand Prix de Belgique, il termine 14e et dernier classé. Il est alors remplacé pour les Grands Prix suivants par Giancarlo Fisichella et reprend son rôle de pilote essayeur au sein de l'équipe.

### Départ de la Scuderia Ferrari en 2010
Fin 2010, Luca Badoer quitte la Scuderia Ferrari à 39 ans, après douze ans au volant des monoplaces de Grand Prix. Il occupait ce poste depuis 1998 et a parcouru plus de 130 000 km d'essais. Il effectue ses derniers tours de roue avec la Scuderia lors des Ferrari World Finals à Valence et est remplacé par Jules Bianchi.

## Résultats en championnat du monde de Formule 1
| Saison | Écurie                    | Châssis          | Moteur      | Pneus       | GP disputés | Points inscrits | Classement |
| ------ | ------------------------- | ---------------- | ----------- | ----------- | ----------- | --------------- | ---------- |
| 1993   | Lola BMS Scuderia Italia  | Lola T93/30      | Ferrari V12 | Goodyear    | 12          | 0               | 25e        |
| 1995   | Minardi Scuderia Italia   | M195             | Ford V8     | Goodyear    | 16          | 0               | 23e        |
| 1996   | Forti Corse               | FG01-95B FG03-96 | Ford V8     | Goodyear    | 6           | 0               | 21e        |
| 1999   | Fondmetal Minardi Ford    | M01              | Ford V10    | Bridgestone | 15          | 0               | 23e        |
| 2009   | Scuderia Ferrari Marlboro | F60              | Ferrari V8  | Bridgestone | 2           | 0               | 25e        |